# Greklands U19-herrlandslag i fotboll
Greklands U19-herrlandslag i fotboll  är ett landslag för grekiska fotbollsspelare, 19 år gamla eller yngre vid den tidpunkt då ett kvalspel till en europeisk U21-turnering inleds. Vid U19-EM 2007 i Österrike tog laget silver.

## U21-EM

### Kalet till U21-EM 2007
Grekland lottades i samma grupp som Bulgarien, Ukraina och Kazakstan. Grekland vann gruppen efter två segrar (2-0 mot Bulgarien, 2-1 mot Ukraina och sedan förlust 2-4 mot Kazakstan). Grekland gick därmed vidare till Elite Round. Grekland började med 2-2 mot Kroatien och sedan vinna med 2-0 mot Italien. Till sist krossade man Sverige med 4-0 och vann även denna gruppen.

### U21-EM 2007
Grekland lottades till Grupp A tillsammans med Österrike, Portugal och Spanien. Grekland började med en viktig seger mot Portugal. Sedan spelade man 1-1 mot Österrike och sedan 0-0 mot favoriten Spanien där Grekland missade en straff. I semifinalen mot Tyskland tog tyskarna ledningen genom Anis Ben-Hatria i den 25:e minuten men Grekland skulle kvittera genom Sotirios Ninis. I början av andra halvlek gjorde Grekland 2-1 men fyra minuter efter att Grekland fått Vasileios Pliatsikas utvisad satte Anis Ben-Hatria 2-2 på straff. Trots bara 10 man på plan lyckades Grekland i slutminuterna fixa fram en hörna från vänster som Sotirios Ninis slog in och Lambropoulos gjorde 3-2 till Grekland som vann matchen och gick vidare. I finalen mot Spanien fick Spanien en frispark ca 38 m från mål som Dani Parejo gjorde mål på, 1-0 till Spanien. 1-0 blev slutresultat och Grekland tog silver.